# Se busca un hombre
Se busca un hombre é uma telenovela mexicana produzida por Genoveva Martínez e exibida pela Azteca entre 12 de fevereiro de 2007 e 8 de fevereiro de 2008.
Foi protagonizada por Andrea Noli, Anette Michel, Vanessa Ciangherotti e Claudia Álvarez e antagonizada por Luis Miguel Lombana, Rossana Nájera, Elvira Monsell e Erika de la Rosa. 

## Sinopse
Angélica Soler pensa em ter tudo na vida, é feliz ao lado do marido, o proeminente político Gonzálo Villaseñor, e dos filhos, os gêmeos Diego e Gabriela. Além de ter sucesso em seu próprio negócio, a clínica de beleza "Estilo Angélica". Porém, a realidade é outra, Gonzálo tem um caso há algum tempo com Lilí, uma ajudante de campo do partido a que pertence. Com o passar dos dias, Angélica percebe que o marido se comporta de forma distante com ela, fazendo com que ela desconfie que ele está sendo infiel mais uma vez, já que Gonzálo a traiu dois anos antes, mas ela acabou perdoando-o.
Por outro lado, Lilí mora com sua tia Georgina, em um apartamento que Gonzálo lhe deu. Georgina não concorda com esse relacionamento, já que ele é casado, mas gosta dos confortos materiais que o político dá à sobrinha. Lilí implora a Gonzálo que deixe Angélica, ele faz falsas promessas, dizendo que ela será a futura dama de Villaseñor, mas que ela deve ter paciência.
Dias depois, a imprensa flagra Gonzálo com Lili em um jantar romântico. A notícia se transforma em escândalo, afetando sua futura carreira de senador. Angélica descobre pela mídia a infidelidade do marido, sentindo-se novamente traída e causando instabilidade na família. Gonzálo não está disposto a perder a esposa, mas sem deixar Lili. Enquanto isso, Angélica está decidida a se divorciar, fortalecer o relacionamento com os filhos, continuar seu sucesso profissional e encontrar a felicidade com um novo amor.

## Elenco
- Andrea Noli - Angelica
- Claudia Álvarez - Loreto
- Rodolfo Arias - Dario
- Aaron Baes - Rodrigo
- Rodrigo Cachero - Andres
- Vanessa Ciangherotti - Vanessa
- Augusto Di Paolo - Miguel Angel
- Angela Fuste - Mercedes
- Leonardo Garcia Vale - Bruno
- Miriam Higareda - Diana
- Sergio Kleiner - Pepe Alcantara
- Luis Miguel Lombana - Gonzalo
- Alejandro Lukini - Daniel
- Juan Pablo Medina - Armando
- Anette Michel - Nora
- Leon Michel - Fabian
- Rossana Najera - Lili
- Fernando Noriega - Ariel
- Jesus Ochoa - Tomas
- Mariana Ochoa - Samantha
- Cecilia Piñeiro - Leticia
- Cynthia Rodriguez - Fernanda
- Fernando Sarfatti - Jean Paul
- Omar Germenos - Emilio